# Bandera d'Illinois
La bandera d'Illinois, en la seva forma actual, va ser adoptada de manera oficial l'1 de juliol de 1970.

## Història
La primera bandera d'Illinois va ser dissenyada el 1912 per Lucy Derwent, la proposta va resultar guanyadora, entre 35 participants, d'un concurs organitzat per les Filles de la Revolució Americana on es prometia per al guanyador un premi de $25. Consistia en un camp blanc que contenia el segell estatal. Va ser adoptada oficialment el 6 de juliol de 1915, després de ser aprovada per les dues cambres de l'Assemblea General d'Illinois.
Un projecte de llei destinat a modificar el disseny original de 1915, afegint la paraula «Illinois» sota el segell, va ser proposat pel representant Jack Lansing i aprovat per l'Assemblea General i el governador Richard B. Ogilvie el 17 de setembre de 1969. Ogilvie va crear llavors un comitè perquè desenvolupés una normativa de disseny de la nova bandera, amb la finalitat d'assegurar la uniformitat de la reproducció dels colors i el disseny entre els fabricants de banderes. La nova ensenya va ser adoptada oficialment l'1 de juliol de 1970.
El 2001, una enquesta entre els membres de la NAVA va classificat la bandera d'Illinois com el disseny número 49 de les 72 altres banderes participasts d'estats i Territoris dels EUA i el Canadà.

## Disseny del centenari estatal

Bandera del centenari d'Illinois

Per la celebració dels primers 100 anys d'Illinois com estat el 1918, Wallace Rice, qui va dissenyar la bandera de Chicago, va dissenyar una bandera del centenari per a l'estat. Tenia tres franges horitzontals d'igual amplària, alternant blanc, blau, blanc. Amb 21 estrelles a la vora de la bandera. Hi va haver 10 estrelles blaves a la franja blanca superior i 10 a la banda inferior en blau també, que representen els 10 estats surenys i 10 estats del nord en el moment de la condició d'Estat d'Illinois el 1818. La banda central blava va tenir una gran estrella, blanca per a l'Estat d'Illinois en si.